# Rejon Szeki
Rejon Szeki (azer. Şəki rayonu) – rejon w północnej Azerbejdżanie, okalający miasto wydzielone Szeki.
Kilka kilometrów na północ od miasta Szeki we wsi Kiş znajduje się najstarszy kościół Albanii Kaukaskiej – Kościół św. Elizeusza.